# ماريان أوسغود هووكر
ماريان أوسغود هووكر (بالإنجليزية: Marian Osgood Hooker)‏ هي مصورة أمريكية، ولدت في 1875 في سان فرانسيسكو في الولايات المتحدة، وتوفيت في 1968 في سانتا باربارا في الولايات المتحدة.